# Gabi Schmidt

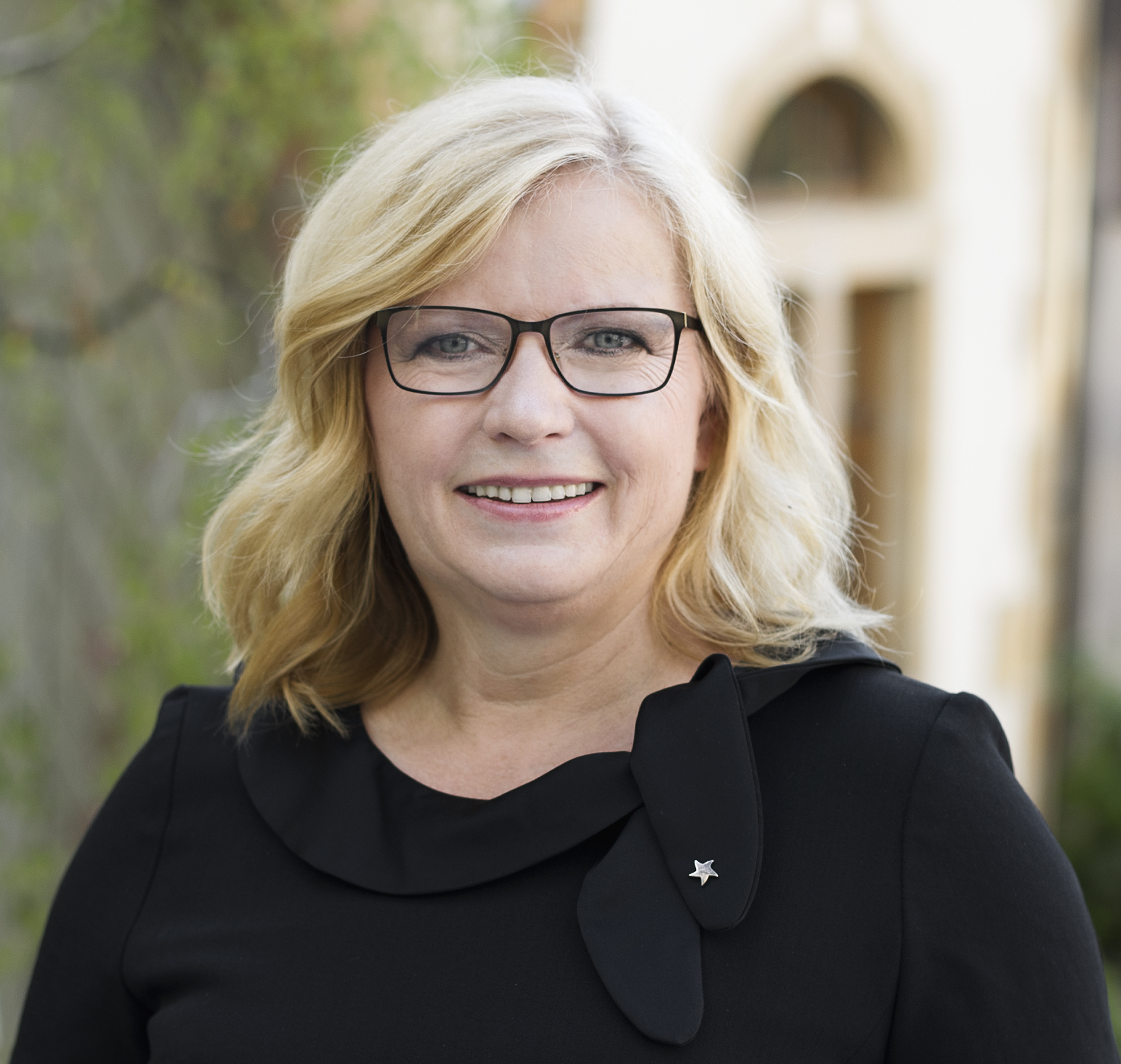
Gabi Schmidt (2018)

Gabi Schmidt, geborene Gabi Sandmann, (* 17. Januar 1968 in Neustadt an der Aisch) ist eine deutsche Kommunal- und Landespolitikerin (Freie Wähler). Sie ist seit Oktober 2013 Mitglied des Bayerischen Landtags und seit November 2023 Beauftragte der Bayerischen Staatsregierung für das Ehrenamt. 

## Leben
Gabi Schmidt war von 1992 bis 2008 Geschäftsführerin einer Freizeiteinrichtung für Menschen mit Behinderung. Weiterbildungen schloss sie 2000 als Ländliche Hauswirtschafterin und 2006 als Kräuterpädagogin ab.
2025 wurde ihr der Bayerische Verdienstorden verliehen.
Sie ist verheiratet, hat drei Kinder und drei Enkelkinder, ist evangelisch und wohnt in Uehlfeld.

## Politik
Im September 2008 wurde sie in den Mittelfränkischen Bezirkstag gewählt, dem sie bis 2013 angehörte. Sie wurde Beauftragte für die Bildungseinrichtung BAW des Bezirkes Mittelfranken.
Seit der Landtagswahl in Bayern 2013 gehört Gabi Schmidt als Abgeordnete dem Bayerischen Landtag an, für den sie als Direktkandidatin im Stimmkreis Neustadt an der Aisch-Bad Windsheim, Fürth-Land kandidiert hat und über die mittelfränkische Liste der Freien Wähler eingezogen ist. Für die Freien Wähler betreut sie örtlich die Landkreise Neustadt/Aisch-Bad Windsheim, Fürth, Erlangen-Höchstadt sowie die kreisfreien Städte Fürth und Erlangen.
Ihr Einsatz gilt neben den regionalen Themen der Europa- sowie der Sozial- und Bildungspolitik. Sie gehört im Bayerischen Landtag dem Ausschuss für Bundes- und Europaangelegenheiten sowie regionale Beziehungen an. Sie ist in der Freie Wähler Landtagsfraktion Sprecherin für das Ehrenamt, darüber hinaus Sprecherin für europäische Partnerschaften und fischereipolitische Sprecherin.  
Von Oktober 2013 bis 2024 war Gabi Schmidt auch stellvertretende Bundesvorsitzende der Freien Wähler. Bei den Freien Wählern ist sie außerdem Kreisvorsitzende im Landkreis Neustadt/Aisch-Bad Windsheim, Stimmkreisvorsitzende im Stimmkreis 510 sowie Mitglied des Landesvorstandes. Seit Juni 2023 ist sie außerdem Vorsitzende der Bundesarbeitsgemeinschaft der Freien Wähler Frauen.
Im März 2014 trat sie der Europäischen Demokratischen Partei (EDP) bei, welche im Europaparlament der Fraktion der Allianz der Liberalen und Demokraten für Europa angehört.
Bei den Landtagswahlen im Oktober 2018 konnte Schmidt ihr Direktstimmenergebnis im Stimmkreis von 8,32 auf 12,77 % erhöhen und zog erneut über die Wahlkreisliste von Mittelfranken in den Landtag ein. In ihrem Heimatlandkreis verbesserte sie das Ergebnis von 8,98 auf 14,81 %.
Seit November 2019 ist sie Vizepräsidentin des Institute of European Democrats (IED), der parteinahen Stiftung der Europäischen Demokratischen Partei. Ehrenamtlich engagiert sie sich zudem als Vorsitzende des Fischerzeugerrings Mittelfranken.
Bei den Landtagswahlen 2023 war sie als Spitzenkandidatin der mittelfränkischen Freien Wähler angetreten und verbesserte ihr Direktstimmenergebnis gegenüber 2018 von 12,77 % auf 17,3 %. Sie zog über die Liste als Abgeordnete im Bayerischen Landtag ein.
Am 8. November 2023 wurde Gabi Schmidt von Ministerpräsident Markus Söder zur neuen Beauftragten der Bayerischen Staatsregierung für das Ehrenamt berufen. In dieser Funktion ist Schmidt Ansprechpartnerin bei allen Fragen und Anregungen rund um das freiwillige Engagement. Darüber hinaus arbeitet Schmidt in der Legislaturperiode 2023–2028 erneut als Mitglied im Ausschuss für Bundes- und Europaangelegenheiten sowie regionale Beziehungen mit.